# لودویگ پایشر
لودویگ پایشر (انگلیسی: Ludwig Paischer؛ زادهٔ ۲۸ نوامبر ۱۹۸۱) یک ورزشکار اهل اتریش است.